# Stevens T. Mason
Stevens Thomson Mason (27 de outubro de 1811 - 4 de janeiro de 1843) também conhecido como Stevens T. Manson, Tom Manson, O Governador Boy, foi governador territorial do Michigan, e depois foi o primeiro governador do Estado. Aos 19 anos de idade, viria a ser governador territorial, aos 22 anos foi o primeiro governador, e aos 23 anos foi o primeiro governador a ser eleito diretamente, como membro do Partido Democrata. Mason é o mais jovem governador da história dos Estados Unidos.

## Biografia
Mason nasceu no Condado de Loudon, em uma família politicamente poderosa. A Família Mason são conhecidos por suas realizações na política, negócios, e nos meios militares:
- Seu bisavô Thomson Mason foi chefe da Suprema Corte da Virgínia;
- Seu avô Stevens Thomson Mason era senador pela Virgínia;
- Seu tio Armistead Thomson Mason foi senador pela Virgínia e
- Seu tio emprestado Benjamin Howard foi governador do território da Luisiana e Mississippi.

Desligou-se da política em 1839, quando decidiu não concorrer a reeleição, seu sucessor William Woodbridge, um antigo rival político, o acusou de corrupção, pelo empréstimo de 5 milhões. Mason tentou se defender, mas sua reputação estava arruinada.

## Homenagens
A cidade de Mason
O Condado de Mason